# Chorebus calthae
Chorebus calthae är en stekelart som beskrevs av Griffiths 1967. Chorebus calthae ingår i släktet Chorebus och familjen bracksteklar. Inga underarter finns listade i Catalogue of Life.